# Myrmecocystus kathjuli
Myrmecocystus kathjuli är en myrart som beskrevs av Roy R. Snelling 1976. Myrmecocystus kathjuli ingår i släktet Myrmecocystus och familjen myror. Inga underarter finns listade i Catalogue of Life.

## Bildgalleri

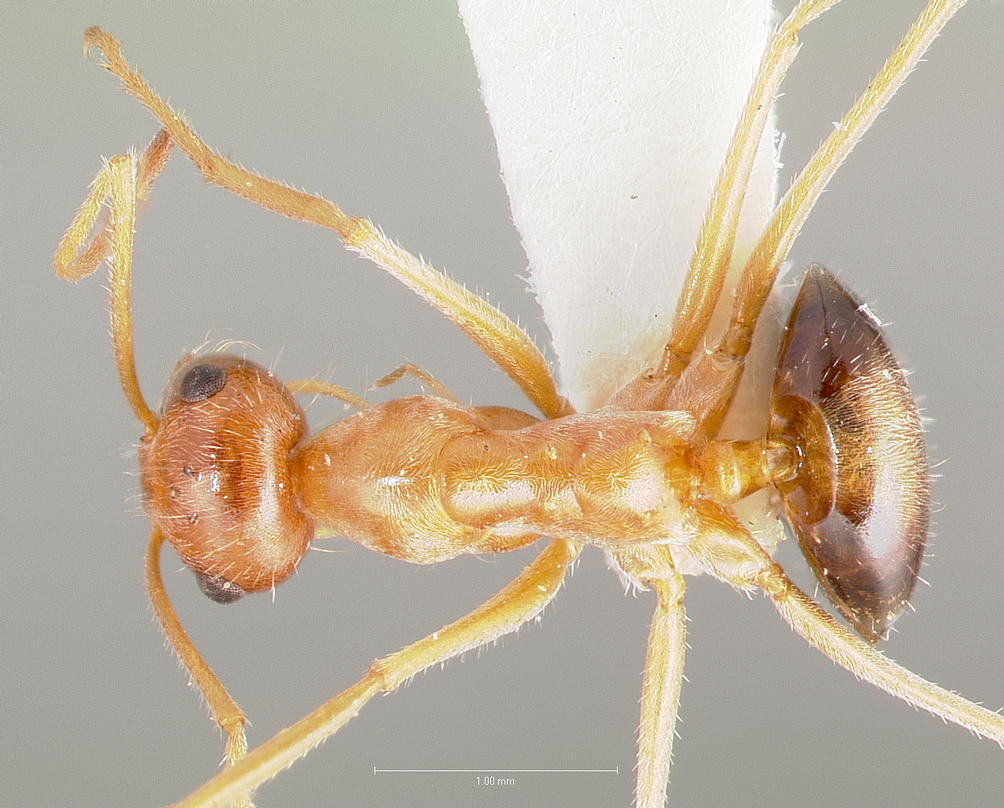
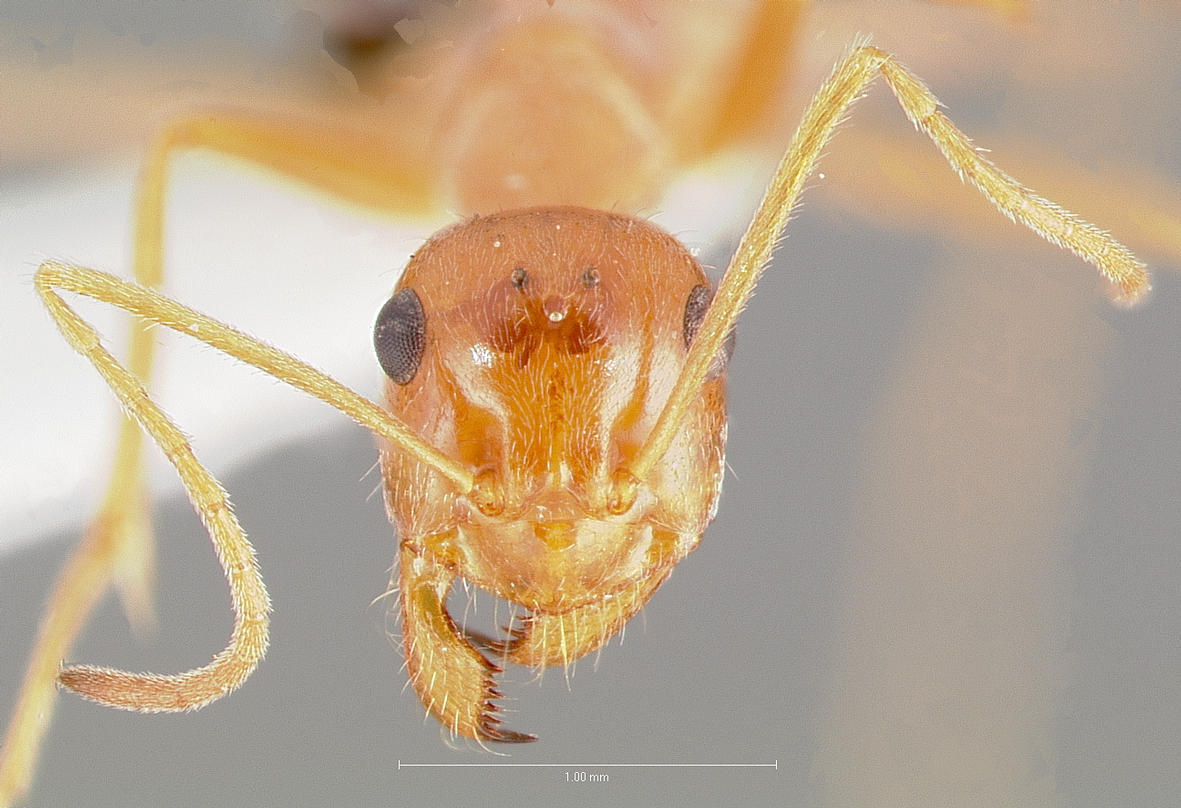
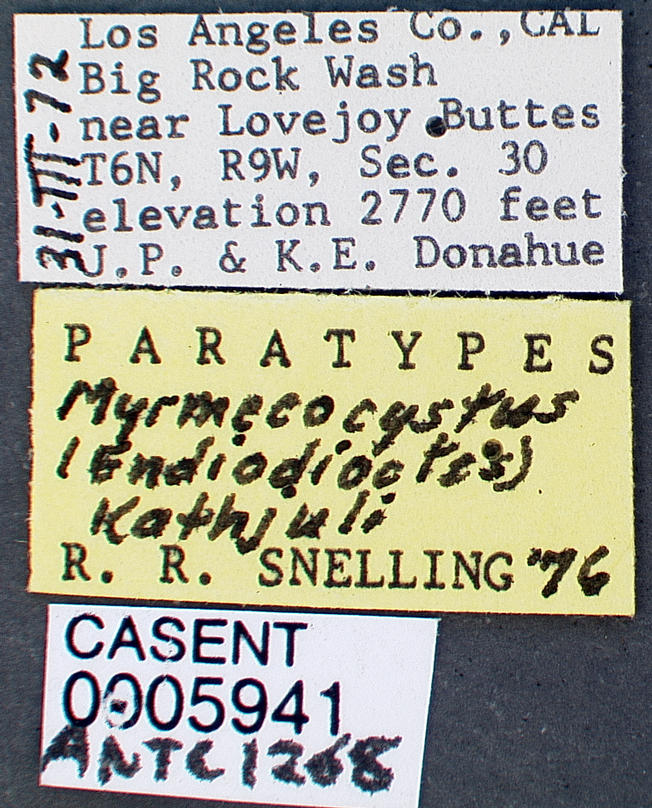
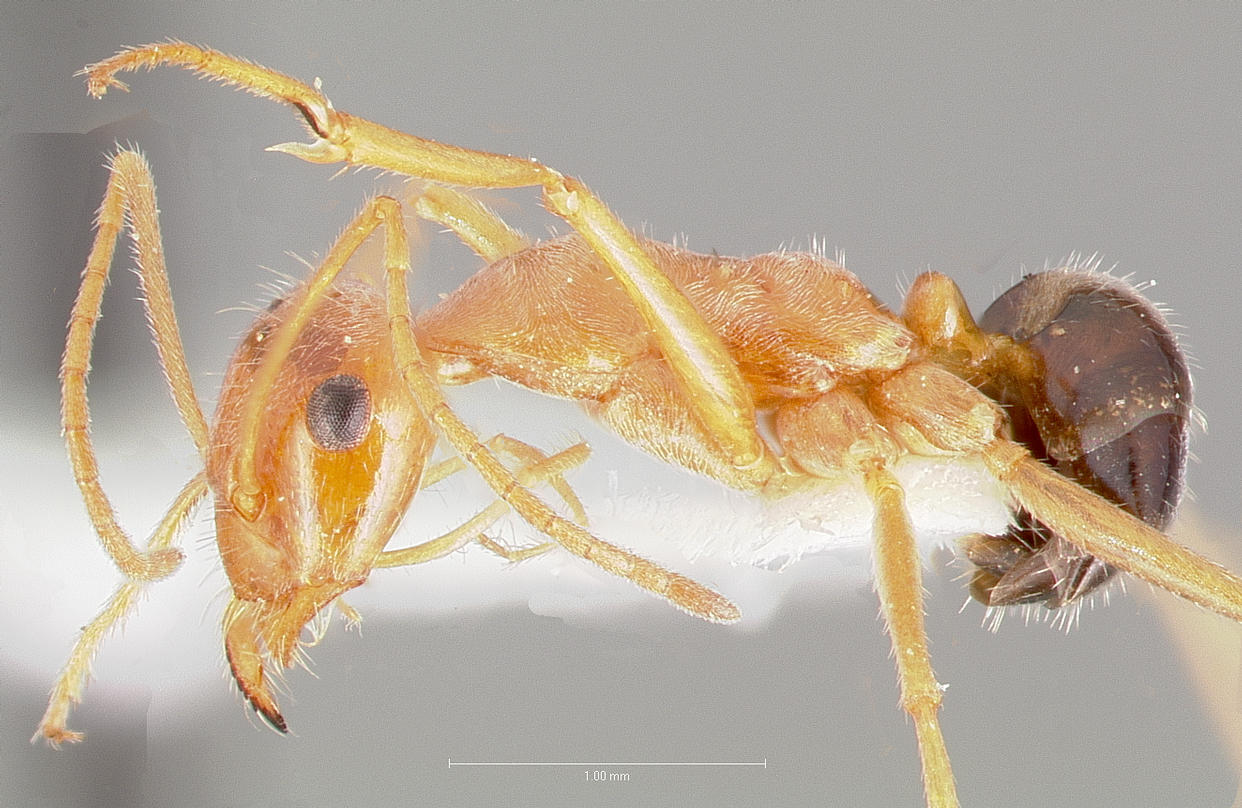